# 阿维莱斯
阿维莱斯位于西班牙阿斯图里亚斯自治区北部比斯开湾畔，是重要的港口城市。

## 名人
- 佩德罗·梅嫩德斯·德阿维莱斯：十六世纪海军将领
- 胡安·卡雷尼奥·德米兰达：画家

## 友好城市
- 美国佛罗里达州圣奥古斯丁
- 法国圣纳泽尔
- 西撒哈拉阿尤恩
- 古巴卡德纳斯

## 著名景點
- 奧斯卡·尼邁耶國際文化中心